# Sphaerophragmium irregulare
Sphaerophragmium irregulare är en svampart som beskrevs av Arthur & Cummins 1936. Sphaerophragmium irregulare ingår i släktet Sphaerophragmium och familjen Raveneliaceae.   Inga underarter finns listade i Catalogue of Life.